# Laminaria digitata
Espèce
Laminaria digitata est une espèce d'algues brunes de la famille des Laminariaceae. 
Divers noms vernaculaires sont attribués à cette espèce : laminaire digitée, laminaire flexible, goémon de coupe, anguillier (Normandie), tali, tali moan, warle ou gwrac’hle et divers autres noms locaux (Bretagne), Fouet des Sorcières.

## Description morphologique

### Aspect général
Cette algue pérenne est de couleur brune, vert-olivâtre ou beige-olivâtre ; ceci est dû à la prédominance des pigments xanthophylles de type fucoxanthine, qui masquent les autres pigments : chlorophylle a et c (pas de chlorophylle b), bêta-carotène et autres xanthophylles. Elle mesure de 100 cm à 150 cm de long, mais peut atteindre 4 m de longueur,. Le stipe lisse, épais (jusqu'à 4 cm de diamètre), flexible et non gluant, est fixé au substrat par un crampon ramifié. Au-dessus du stipe, l'algue s'élargit en un thalle d'abord entier, puis divisé en lanières. La surface de ce thalle est lisse au toucher et sa consistance est un peu caoutchouteuse. Toutes les parties de cette algue sont très peu couvertes d'épiphytes.
Laminaria digitata vit de 3 à 5 ans. Elle cesse de croître de la fin de l'été jusqu'à la fin de l'hiver. Lors de la reprise de croissance, la partie la plus ancienne du thalle, de couleur plus sombre, est repoussée vers l'extrémité distale de la plante. Un léger étranglement marque la limite entre les deux parties, l'ancienne et la nouvelle.

### Espèces proches
On peut confondre la laminaire digitée (Laminaria digitata) avec Laminaria ochroleuca, mais cette dernière a un stipe rigide et la zone située à la base du thalle est plus jaune.
On peut aussi la confondre avec Laminaria hyperborea, mais cette dernière a un stipe rigide et rugueux, et elle est souvent couverte d'épiphytes.

## Reproduction
Cette algue peut se présenter sous deux phases : une phase microscopique de forme filamenteuse, appelée gamétophyte, qui produit des cellules sexuelles. Ces dernières, après fécondation, donnent naissance à une forme macroscopique, le sporophyte, qui lui produira des spores ; c'est cette forme qui est ici décrite et montrée en photographie. Les zones productrices de spores sont situées sur le thalle ; elles sont visibles à maturité sous la forme de taches brunes.

## Répartition et habitat
On trouve cette algue dans l'étage infralittoral, jusqu'à 6 m de profondeur généralement. Elle pousse sur substrat rocheux, en milieu moyennement battu. On ne la voit émergée que lors des plus grandes marées,. Elle croît en Atlantique du Nord (oriental et occidental), dans le Golfe du Saint-Laurent, en Mer du Nord, dans la Manche et dans la partie occidentale de la Mer Baltique,.  On observe dans les cuvettes, vers la mi-marée, une remontée de cette espèce (et de Fucus serratus) qui, normalement, est repoussée au niveau des basses mers.
Elle semble aussi présente dans l'Atlantique Sud, notamment aux îles Canarieset sur certaines côtes africaines ; elle a été observée sur la côte ouest de l'Afrique du Sud et sur la côte ouest de la Namibie.

## Rôle écologique
Bien que ce soit assez rare en raison d'un mucus externe très protecteur, cette espèce peut éventuellement abriter quelques épiphytes, notamment l'algue rouge Rhodymenia palmata. Elle peut servir de support ou d'abri pour de nombreuses espèces animales, : éponges, bryozoaires comme Membranipora membranacea, comatules, ascidies comme par ex Aplidium pallidum, et divers gastéropodes, notamment Patina pellucida, Acmea virginea, Gibbula cineraria ou Gibbula umbilicalis ; Polar Biology Volume 30, Number 7, 939-943, DOI: 10.1007/s00300-007-0272-4.

## État des populations, pressions et menaces
Comme les Fucales et le kelp, les laminaires semblent en régression dans toutes les eaux européennes au moins, sans explication claire à ce jour. Cette régression ou disparition localement a une cause probablement multifactorielle. Les pesticides et certains polluants, ainsi que le réchauffement climatique pourraient notamment être en cause, en affectant notamment les spores de cette espèce qui sont plus vulnérables que la plante adulte.
En laboratoire, l'exposition aux UV se traduit par des dommages cellulaires, enzymatiques et moléculaires. L'algue montre des capacités d'adaptation en pouvant produire des composés qui filtrent une partie des UV, mais en détournant alors une partie de l'énergie produite par la photosynthèse.

## Systématique

### Appellations

#### Autres appellations françaises
Outre l'appellation Laminaire digitée, Laminaria digitata reçoit parfois le nom de Goémon de coupe, Fouet de sorcière, Laminaire flexible, ainsi que Tali moan, Tali du, bezhin siliou, warle ou gwrac’hle et divers autres noms bretons locaux sur les différentes côtes bretonnes de Manche et d'Atlantique où elle se recolte, ou Anguillier en Normandie,.

#### Autres appellations latines
Cette espèce a reçu d'autres noms latins, considérés comme synonymes, mais non valides,:
- Fucus digitatus Hudson 1762
- Fucus bifurcatus Gunnerus
- Laminaria apoda Postels & Ruprecht 1840
- Laminaria brongardiana var. bifurcata (Gunnerus) Postels & Ruprecht
- Laminaria conica Bory de Saint-Vincent 1826
- Laminaria cucullata (Le Jolis) Foslie 1883
- Laminaria ensifolia Kützing 1843
- Laminaria flexicaulis Le Jolis 1855
- Laminaria flexilis Le Jolis
- Laminaria intermedia Foslie 1884
- Laminaria latifolia C. Agardh 1820
- Laminaria stenophylla (Harvey) J. Agardh 1868

### Étymologie
Les noms français et latin ont la même origine latine. Les termes Laminaria et « Laminaire » viennent du latin lamina, la lame, en référence aux lanières. Les termes digitata et « digitée » viennent du latin Modèle:Lanag, le doigt, en référence à la forme du thalle comparé à une main portant des doigts,.

### Liste des variétés
Laminaria digitata possède plusieurs variétés.
Selon Catalogue of Life (10 nov. 2012) et World Register of Marine Species (10 nov. 2012) :
- Laminaria digitata var. bifida Despréaux
- Laminaria digitata var. elliptica Despréaux
- Laminaria digitata var. ligulata Despréaux
- Laminaria digitata var. lyrata Despréaux
- Laminaria digitata var. palmata (Bory de St.-Vincent) Duby
- Laminaria digitata var. pseudosaccharina Despréaux

## Laminaria digitataet l'Homme
Comme de nombreuses autres algues brunes, cette laminaire est récoltée afin d'extraire des alginates, mais aussi de l'iode, de la soude ou de la potasse,. En France, la récolte est réglementée, elle n'est autorisée que de mai à octobre.

## Autre média
- Galerie de photos sur le site Calphotos, University of California, Berkeley